# Cyperus pluribracteatus
Cyperus pluribracteatus là loài thực vật có hoa trong họ Cói. Loài này được (Kük.) Govaerts mô tả khoa học đầu tiên năm 2007.